# Pécsi Mária
Pécsi Mária, olykor Dobosi Pécsi Mária (Túrkeve, 1885. február 1. – Budapest, 1961. február 15.) magyar írónő, Dobosi Márton orvos neje.

## Élete és munkássága
Pécsi Dávid (Dániel) és Hoffer Aranka (Janka) leányaként született. Felsőbb iskolai tanulmányait Budapesten végezte Persephone elrablása c. regényével tűnt fel 1921-ben. Írónőink sorában magábanálló egyéniség. Különösen eszmei tartalomban gazdag és miszticizmus felé hajló filozófiai mélységével, csillogó szellemességével, humorával és tiszta érzésével válik ki. Regényeit az életszemlélet nemessége, a stílus finomsága és a meseszövés gondossága jellemzi. Lírai hangulatú elbeszélő. Helyet ad a váratlan fordulatoknak, de nem dolgozik hatásvadászó eszközökkel. Figyelmes jellemrajza bölcselő hajlammal párosul.
1908. május 19-én Budapesten házasságot kötött Dobosi Márton gyakorló orvossal, akitől később elvált. 1948-ban Budapesten feleségül ment Süle Antalhoz. 76 éves korában, betegségben hunyt el.

## Művei
- Királyok és pásztorok. Mesék. Budapest, 1918.
- Persephoné elrablása. Regény. Budapest, 1921.
- Antoni Dániel. Regény. Budapest, 1922.
- Második négyes. Regény. Budapest, 1923.
- Magyarok szimfóniája. Regény. Budapest, 1924.
- Művész és király. Regény. Budapest, 1926.
- Csodálatos bábu. Regény. Budapest, 1928.
- Mezők lilioma. Novellák. Budapest, 1932.